# Lamprempis suavis
Lamprempis suavis är en tvåvingeart som beskrevs av Friedrich Hermann Loew 1869. Lamprempis suavis ingår i släktet Lamprempis och familjen dansflugor. Inga underarter finns listade i Catalogue of Life.